# Tony Kosinec
Tony Kosinec est un compositeur de musiques de films.

## Filmographie
- 1983 : Raoul Wallenberg Buried Alive
- 1993 : Ready or Not (en) (série TV)
- 1997 : Fifi Brindacier (Pippi Longstocking)
- 1998 : Grand Illusions: The Story of Magic (série TV)
- 1999 : Crime in Connecticut: The Story of Alex Kelly (TV)
- 1999 : Joan of Arc (TV)
- 2000 : Catastrophe à la Nouvelle-Orléans (On Hostile Ground) (TV)
- 2000 : Blacklight Dreams (série TV)
- 2001 : Phenomenal Woman
- 2002 : Destins croisés (TV)
- 2004 : Brave New Girl (TV)